# Jarrad Weeks
Jarrad Weeks (Melbourne, 11 luglio 1989) è un ex cestista e allenatore di pallacanestro australiano.